# Битка при Аустерлиц
Битката при Ау́стерлиц е решаващата битка във Войната на третата коалиция от европейски държави срещу Франция по време на Наполеоновите войни. Сражението влиза в историята като „битката на тримата императори“, тъй като против император Наполеон Бонапарт в тази битка се сражават армиите на австрийския император Франц II и руския император Александър I.

## Сили и планове на страните
Сражението се състои на 2 декември 1805 г. (нов стил) в околностите на Аустерлиц, (гр. Славков край Бърно, Чехия). Участие взимат 60-хилядната руска армия и 25-хилядната австрийска армия с 278 оръдия под общото командване на генерал Михаил Кутузов от една страна, и 73-хилядната армия на Наполеон. В утрото на 2 декември 1805 г. съюзните войски се подготвили за бой в следната схема:
Трите първи руски колони на генерал-лейтенантите Дмитрий Дохтуров, Александър Ланжерон и И. Я. Пржибишевски оформяли лявото крило под общото командване на генерала от пехотата Фьодор Буксхевден; 4-та руско-австрийска колона на генерал-лейтенантите И. К. Коловрат и Михаил Милорадович – центъра (непосредствено подчинена на Кутузов). 5-а колона на генерал-лейтенант Пьотър Багратион (13 000 души) и на австрийския княз И. Лихтенщайн (4600 души) оформяли дясното крило, командвано от Багратион. Гвардейският резерв бил разположен зад 4-та колона (3500 души) и бил командван от Великия Княз Константин Павлович. Австрийският и руският императори били при 4-та колона.
Както точно отбелязва известният руски историк Алберт Манфред, в диспозицията на съюзниците “… всичко било педантично отчетено и изчислено… освен едно – възможните действия на неприятеля“.
Разположението на войските на Наполеон е щателно обмислено. На десния фланг е разположен Трети корпус на маршал Даву (6600 души) с няколкото изнесени напред дивизии на генерал Фриан. В центъра са частите на Четвърти корпус на маршал Султ (23 600 души). Тук напред е изнесена дивизията на генерал Легран, който трябва да поеме върху себе си атаката на австрийците и да удържи, докато Трети корпус не дойде на помощ. На левия фланг са разположени частите на маршалите Ж. Лан и Мюра (общо 24 800 души).

## Ход на сражението
В утрото на 2 декември австро-руската армия поема срещу противника. Спускайки се от Праценските хълмове, тя настъпва към десния фланг на френската армия и маршал Даву бавно, с бой, но напълно преднамерено, в съответствие с общия замисъл на главнокомандващия, отстъпва в дълбочина на Голбахската долина, увличайки след себе си неприятеля. Веднага щом Даву увлича след себе си атакуващите го дивизии на Буксхевден, Наполеон хвърля срещу отслабения център на съюзната армия главните си сили под командването на Султ. Маршал Султ със стремителен удар пробива отбранителната линия и разсича съюзническата армия на две. Едновременно с това Лан и Мюра със същата съкрушаваща сила удрят от левия фланг, след което започват да обхождат противника от юг. Даву, свивайки отстъпващите си дивизии в юмрук, в подходящия момент изненадващо преминава от отбрана към контранастъпление. Войските на Даву отхвърлят частите на Буксхевден, а след това започват да ги обкръжават и притискат от всички страни. Армията на съюзниците била разчленена, дезорганизирана и разбита.

## Равносметка и значение на битката при Аустерлиц
Съюзниците търпят загуби от 36 хиляди убити и ранени, а французите – около 9 хиляди. Най-големи са загубите на Русия – 30 хиляди убити и ранени. Големите загуби са свързани с паническото бягство от бойното поле на множество войници и офицери, а неуспелите да избягат в голямата си част били избити или ранени.
Битката завършва с победа на Наполеон. В замъка в центъра на града е подписано примирие между императорите на Франция и Австрия.